# Jonny Wilkinson
Jonathan Peter Wilkinson, CBE (Frimley, 25 de maig de 1979), més conegut com a Jonny Wilkinson, és un exjugador de rugbi que va representar a Anglaterra i els British and Irish Lions. Wilkinson va aconseguir un gran èxit de 2001 fins a 2003, abans i durant la Copa del Món de Rugbi de 2003 i va ser reconegut com un dels millors jugadors de rugbi del món.
Va ser un membre de l'equip anglès guanyador de la Copa del Món de Rugbi de 2003 i va marcar el gol definitiu en el durar minut del temps afegit contra Austràlia a la final d'aquesta competició. Després de diverses lesions, va conduir Anglaterra fins a la final de la Copa del Món de 2007. Va jugar amb el Rugby Club Toulonnais després de dotze temporades al Campionat d'Anglaterra amb els Newcastle Falcons. Wilkinson també ha participat dues vegades en la gira dels British and Irish Lions, el 2001 a Austràlia i 2005 a Nova Zelanda, i va anotar 67 punts en els sis partits que va començar amb els Lions.
El 3 d'abril de 2009 a la catedral de Guildford va ser nomenat doctor honoris causa per la Universitat de Surrey pels seus serveis a la indústria de l'esport. Wilkinson va anunciar la seva retirada de la selecció nacional anglesa a principis de desembre de 2011. Es va retirar de qualsevol equip de rugbi després d'acabar la temporada 2013-14.